# Тайгервілл (Південна Кароліна)
Тайгервілл (англ. Tigerville) — переписна місцевість (CDP) в США, в окрузі Грінвілл штату Південна Кароліна. Населення — 1244 особи (2020).

## Географія
Тайгервілл розташований за координатами 35°3′54″ пн. ш. 82°22′12″ зх. д. / 35.06500° пн. ш. 82.37000° зх. д. (35.065051, -82.369918).  За даними Бюро перепису населення США в 2010 році переписна місцевість мала площу 3,48 км², з яких 3,44 км² — суходіл та 0,04 км² — водойми.

## Демографія
Згідно з переписом 2010 року, у переписній місцевості мешкало 1312 осіб у 40 домогосподарствах у складі 30 родин. Густота населення становила 377 осіб/км².  Було 44 помешкання (13/км²).
Расовий склад населення:
| - 87,2 % — білих - 8,0 % — чорних або афроамериканців - 0,5 % — азіатів - 0,2 % — корінних американців - 3,8 % — осіб інших рас |

До двох чи більше рас належало 0,4 %. Частка іспаномовних становила 1,4 % від усіх жителів.
За віковим діапазоном населення розподілялося таким чином: 2,8 % — особи молодші 18 років, 95,6 % — особи у віці 18—64 років, 1,6 % — особи у віці 65 років та старші. Медіана віку мешканця становила 20,5 року. На 100 осіб жіночої статі у переписній місцевості припадало 89,9 чоловіків;  на 100 жінок у віці від 18 років та старших — 90,6 чоловіків також старших 18 років.
За межею бідності перебувало 33,3 % осіб, у тому числі 33,3 % дітей у віці до 18 років та 28,6 % осіб у віці 65 років та старших.
Цивільне працевлаштоване населення становило 874 особи. Основні галузі зайнятості: освіта, охорона здоров'я та соціальна допомога — 69,7 %, мистецтво, розваги та відпочинок — 12,1 %, роздрібна торгівля — 7,4 %.